# 勝野站

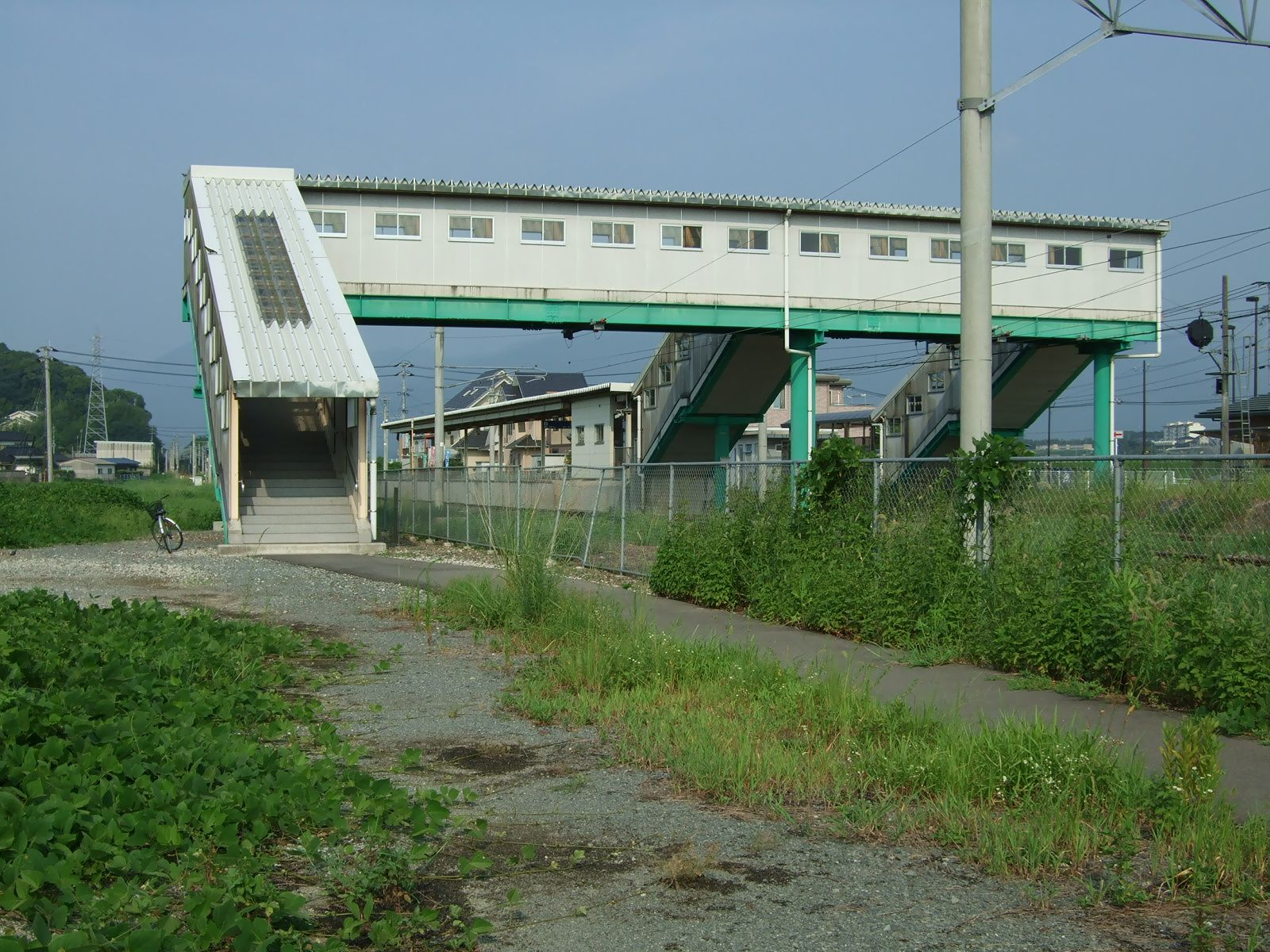
西口(2009年8月)

勝野站（日语：／ Katsuno eki */?）是位於福岡縣鞍手郡小竹町大字赤地字兵丹，九州旅客鐵道（JR九州）的筑豐本線（福北豐線）車站。車站編號為JC18。
本站曾可轉乘宮田線。在折尾站至桂川站之間區間（筑豐本線區間），此站為唯一快速列車通過站。在2018年3月17日時間表修正後，日間部分快速列車停站，這是由於在日間時段，來自博多的普通列車會在新飯塚站折返。

## 歷史
- 1901年（明治34年）2月13日 - 九州鐵道（第一代）開設此站[1]。
- 1902年（明治35年）2月19日 -  九州鐵道（第一代）支線此站至宮田站之間開通。
- 1907年（明治40年）6月1日 - 九州鐵道（第一代）被國有化，成為帝國鐵道廳車站[2]。
- 1987年（昭和62年）4月1日 - 伴隨國鐵分割民營化，車站由九州旅客鐵道（JR九州）營運[3][4]。
- 1989年（平成元年）12月23日 - 宮田線廢止[1]。此站成為無人車站[5]。
- 2009年（平成21年）3月1日 - 此站可以使用IC卡「SUGOCA」[6]。

## 車站構造
本站是地面車站，設有1面2線的島式月台。此站沒有設置站房。站内設有跨線橋，該橋連接東西兩出入口和月台。在宮田線廢止以後，此站成為無人車站。車站內設有售賣近距離車票的自動售票機。此站可使用SUGOCA，但是不能購買SUGOCA，只可為SUGOCA增值。雖然此站為無人車站，但是一人控制列車中，所有車門都會開啟。

### 月台
| 月台 | 路線     | 上下行 | 方向             |
| ---- | -------- | ------ | ---------------- |
| 1    | 福北豐線 | 下行   | 新飯塚、博多方向 |
| 2    | 福北豐線 | 上行   | 直方、折尾方向   |

## 車站周邊
車站位於小竹町北部。而車站名稱「勝野」是位於小竹町南部。小竹站周邊設有村落。車站不是位於勝野地區。在站前設有農田與小村落，環境比較清靜。
- 國道200號（日语：国道200号）
- 南良津川
- 遠賀川（日语：遠賀川）
- 兵丹區公民館
- 九州電力直方變電站
- 百合野團地
- 平成筑豐鐵道伊田線赤地站 - 於東方約1公里處
- 小竹町巡回巴士「太陽花號」勝野站巴士站 - 車站東出口前。行走於町內各處（逢星期六下午、星期日和假日暫停服務）

## 相鄰車站
九州旅客鐵道（JR九州）
 福北豐線（筑豐本線）
■快速（只有班次通過）、■普通
直方（JC19）－勝野（JC18）－小竹（JC17）

### 曾經存在的路線
九州旅客鐵道（JR九州）
宮田線
勝野－磯光

## 注腳
1. 1 2 3 4 5 6 7 8 9  . 週刊JR全駅・全車両基地 (朝日新聞出版). 2012-09-23, (07): 22 （日语）.
2. ↑  廣岡治哉 『近代日本交通史 明治維新から第二次大戦まで』 法政大學出版局，1987年4月15日。ISBN 978-4588600173
3. ↑  『交通年鑑 昭和63年版』 交通協力會，1988年3月。
4. ↑  今村都南雄 『民営化の效果と現実NTTとJR』 中央法規出版，1997年8月。ISBN 978-4805840863
5. 1 2  弓削信夫. . 葦書房. 1993-10-15: 141–143. ISBN 4751205293 （日语）.
6. ↑  . 交通新聞 (交通新聞社). 2009-03-03: 1 （日语）.
7. ↑  SUGOCA 利用可能エリア （页面存档备份，存于）（日語） 九州旅客鐵道，截至平成28年3月26日（2016年10月5日參閲）。

## 外部連結
- 勝野（車站資訊） - 九州旅客鐵道（日語）